# デラウェア川を渡るワシントン
『デラウェア川を渡るワシントン』（デラウェアがわをわたるワシントン、英: Washington Crossing the Delaware）は、1851年にドイツ系アメリカ人画家エマヌエル・ロイツェが描いた油彩画である。題材はアメリカ独立戦争中の1776年12月25日にジョージ・ワシントンが大陸軍を率いてデラウェア川を渡ったことを記念するものである。この渡河によって大陸軍はニュージャージーのトレントンにおけるトレントンの戦いでドイツ人傭兵隊を急襲した。
2004年時点で、メトロポリタン美術館の永久収蔵品となっている。多くの模写品が存在し、そのうちの一つはホワイトハウスのウエストウイング受付場所に飾られている。

## 歴史
ドイツ生まれのエマヌエル・ロイツェ（1816年–1868年）はアメリカで成長し、大人になってドイツに戻り、 1848年革命の間にこの絵の概念を思いついた。アメリカの独立を題材にしてヨーロッパの革新的改革者達を勇気付けることを期待し、アメリカ人観光客や美学生をモデルや助手に使って、1850年に最初の絵を完成させた。それが完成した直後にアトリエの火災で損傷し、その後修復されて、ブレーメン美術館に買い上げられた。第二次世界大戦中の1942年、イギリス空軍による空襲でこの絵は破壊された（この攻撃はアメリカ独立に対するイギリスの最後の復讐だったという根強いジョークに繋がった）。
最初の作品の原寸大の写しである2作目が1850年に制作を始められ、1851年10月にニューヨークで展示された。5万人以上の人が観賞に訪れた。この絵を当初マーシャル・O・ロバーツが（当時としては破格値の）1万ドルで購入した。所有者は何度か変わり、最終的には1897年にメトロポリタン美術館に寄贈された。今日でもそこで展示されている。
2003年1月、元メトロポリタン美術館守衛がこの絵にアメリカ同時多発テロ事件の写真を貼り付けて、表面が損なわれたが、恒久的な傷にはならなかった。

## 構成

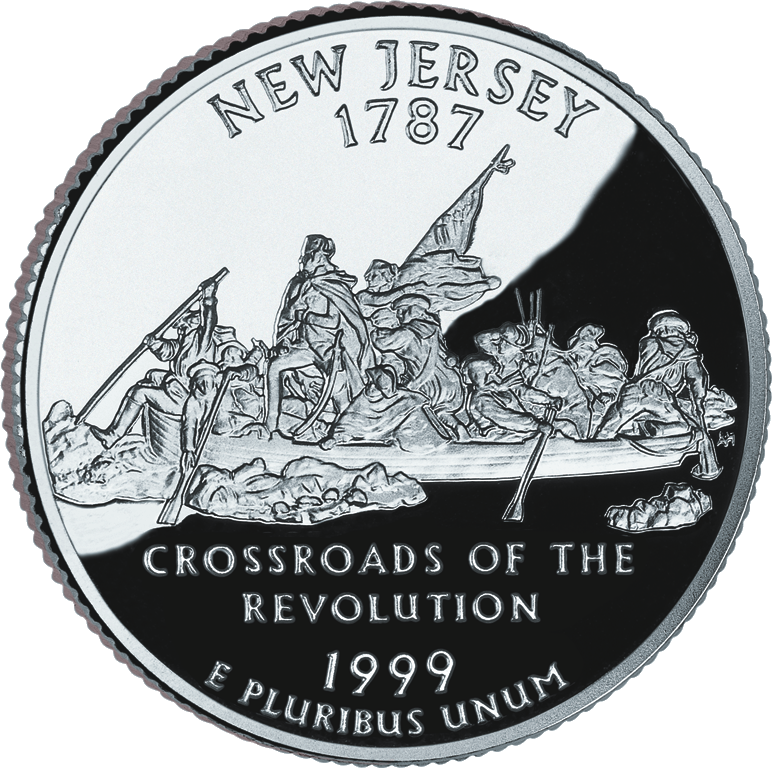
この絵はニュージャージー州25セント硬貨の題材に使われた。

この絵はその美術的構成によって著名である。ジョージ・ワシントン将軍が不自然なくらい明るい空の色で強調されており、その顔はやがて昇ってくる太陽を捉えている。全体の色調は暗く夜明けを暗示させるものだが、絵全体に赤が繰り返し使われて浮かび上がっている。短縮遠近法で描かれており、遠くの船が絵に奥行きを与えて、ワシントンの乗る船が強調されている。
船に乗る人々はアメリカ植民地の断面を現しており、スコットランド風帽子を被った男性、前面に座って隣同士に後方を向いたアフリカ人の子孫、舳先と船尾にいる西部のライフル銃射手、後方に近く広縁の帽子を被る2人の農夫（1人は頭に包帯を巻いている）、そして恐らくは男性用の服を着た女性であることを意味している赤いシャツを着た中性的な漕ぎ手などが描かれており、船の後方にはインディアンらしき者もいる。
ワシントンの後ろに立って旗を持っているのが、ジェームズ・モンロー中尉であり、後の大統領である。

## 歴史的な不正確さ

グランド・ユニオン旗

この絵にはしばしば議論される歴史的な不正確さ、すなわち旗が時代にあっていないことが言われている。
この旗は当初のアメリカ合衆国の国旗（「星条旗」）が描かれているが、そのデザインはワシントンがデラウェア川を渡った時には存在していなかった。このデザインは1777年6月14日に第二次大陸会議の国旗決議案で規定されたものであり、9月3日に初めて掲揚されており、ワシントンの故事のあった1776年暮れからはかなり後のものである。この旗を歴史的に正しいものにするとすれば、ワシントン自身が1776年1月2日にマサチューセッツのケンブリッジで、大陸軍の軍旗および最初の国旗として公式に掲揚したグランド・ユニオン旗になっていたはずである。
美術的な関心によってその他にも歴史的（および物理的）正確さからの逸脱が言われてきた。例えば、（間違った形の）船はあまりに小さくて乗船者全てを運び浮かんではいられないように見えるが、漕ぎ手の兵士達の苦闘を強調している。昇り来る朝日の側に幻想的な光があり、前面の漕ぎ手の顔や水面の陰に現れているが、これが奥行きを与えている。渡河そのものは真夜中に行われたのであり、自然の光があるはずも無かったが、そのままに描けば全く違った絵になったことであろう。川はライン川をモデルにしており、そこではこの絵に描かれているように氷がゴツゴツした氷塊になるのだが、デラウェア川では通常起こる広いシート状のものではない（ただし当時起こっていた小氷期のためにデラウェア川が絵に描かれているように凍っていたと考える者もいる）。またワシントンが渡った所と言われるデラウェア川は絵に描かれているよりも遥かに狭い。渡河中は雨が降ってもいた。さらに兵士達は船で馬を渡さなかった。最後にワシントンの姿勢は明らかに英雄的肖像に描いた意図があるが、渡河中の激しい嵐の中で維持できるとは考えられない。この絵の歴史的正確さを論う人は、伝統的にワシントンが座っていただろうと言ってきた。しかし、歴史家のデイビッド・ハケット・フィッシャーは船の底にある氷のような水を避けるためにあらゆる者が立っていたはずだと主張した（実際の船は船端が少し高かった）。地理的に見ると歴史的目標とは反対側に進んでもいる。この絵の最後の欠点は、実際にはワシントンの渡河部隊に女性が居なかったことであり、絵に描かれている赤服の女性は実際の渡河部隊にいたというよりも、それを入れることでロイツェにかなりの祝儀が入ったということのようである。

## 関連する芸術作品

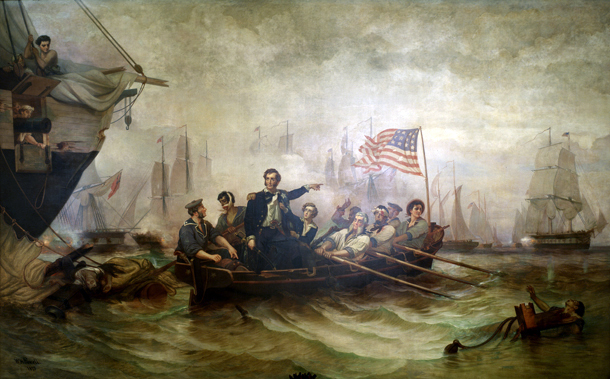
エリー湖の湖上戦

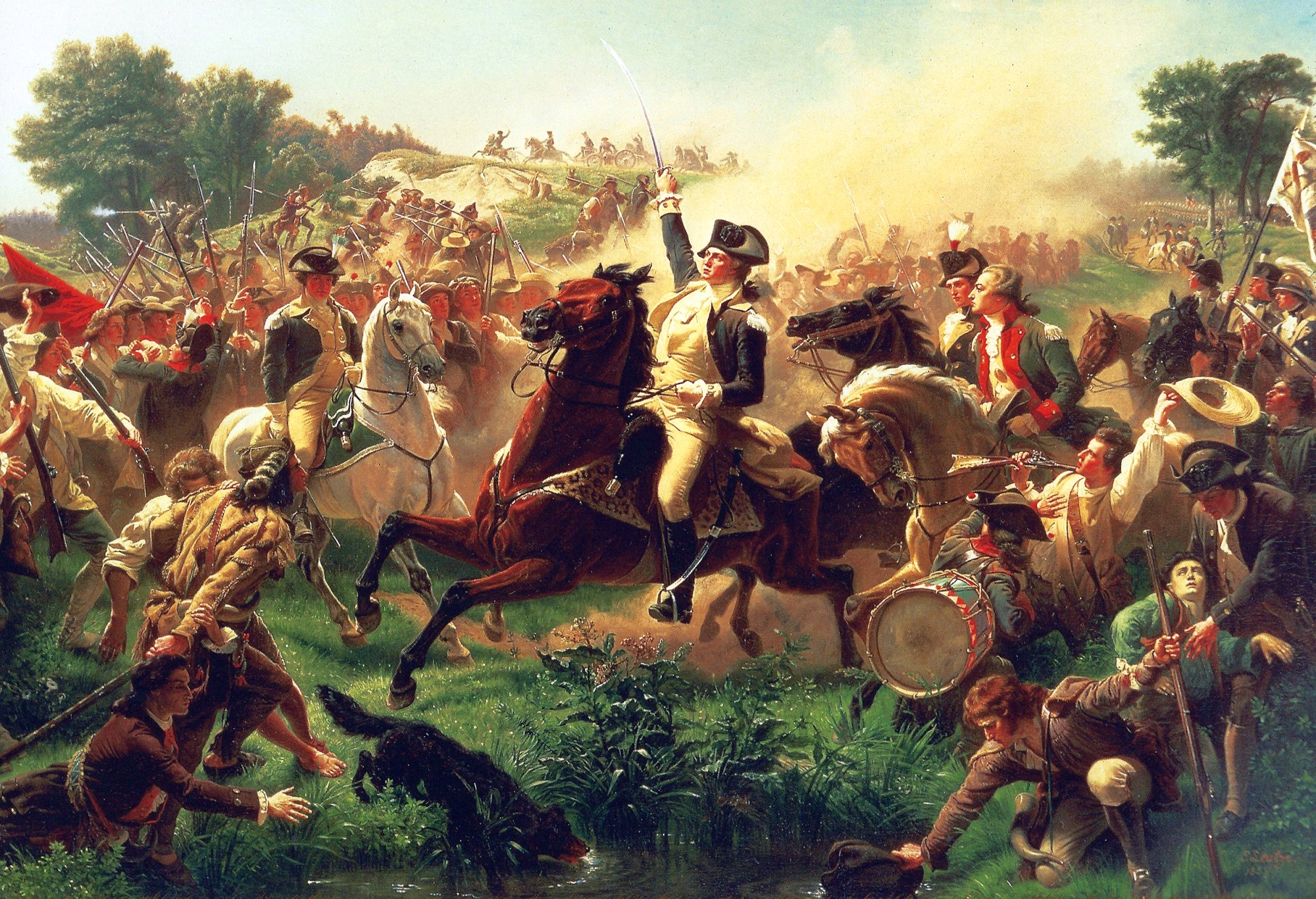
『モンマスで部隊を鼓舞するワシントン』

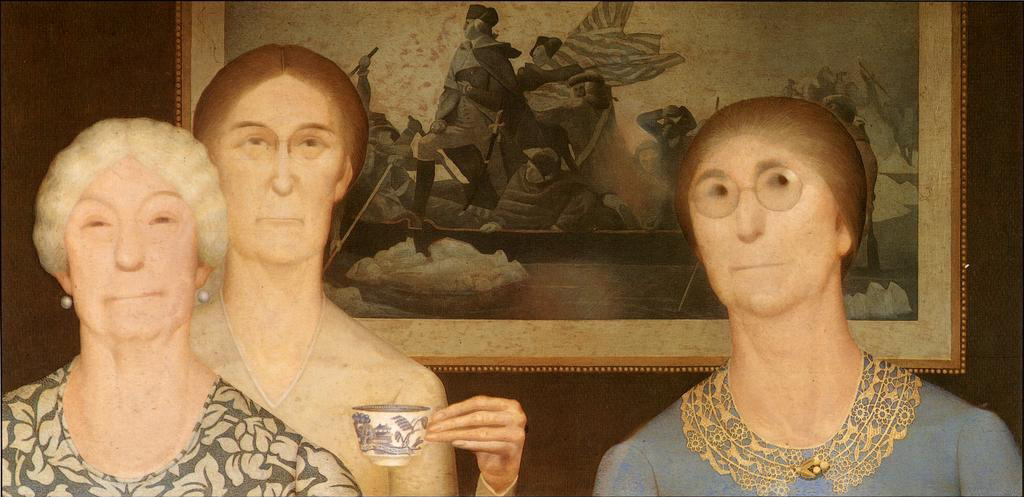
革命の娘たち

- 『デラウェア川を渡るワシントン』は1936年のデイビッド・スカルマンによるソネットの題にもなった。このソネットは絵に描かれた光景に言及しており、14行の脚韻詩が全ての行で表題のアナグラムになっている。
- ウィリアム・H・パウェルはロイツェの作品に美術的恩恵を受けて、米英戦争のエリー湖の湖上戦でオリバー・ハザード・ペリー提督が一つの艦船から次の艦船へと指揮を移す様子を描いた。原画は現在オハイオ州会議事堂に掲げられているが、パウェルは後に同じ主題でさらに大きく明るい色調のものを描き、ワシントンD.C.のアメリカ合衆国議会議事堂に掲げられるようにした。パウェルのどちらの作品でも、ペリーは制服をきた数人が漕いでいる小さなボートに立ち上がっている。ワシントンの絵では進行方向が右から左だが、ペリーの絵では反対向きである。しかし、2つの絵は構成上驚くほど似ている。どちらの絵も頭に包帯を巻いたものが1人船に乗っている。
- ロイツェによる『モンマスで部隊を鼓舞するワシントン』は『デラウェア川を渡るワシントン』の姉妹作品であり、カリフォルニア大学バークレー校のドー図書館ヘインズ（東）読書室に掲げられている[3]。
- 1953年アメリカ人ポップアーティストのラリー・リバースは自作の『デラウェア川を渡るワシントン』を描き、現在ニューヨーク市のニューヨーク近代美術館に収められている[4]。
- 画家グラント・ウッドはその作品『革命の娘たち』に直接この絵を使った。この絵は「アメリカ革命の娘たち（英語版）」の根拠の無いエリート意識とウッドが解釈したものを観察してこの組織に突きつけたものである。

## 検閲
20世紀では少なくとも3度、また最近では2002年に、アメリカの小学校管理者が、ワシントンの懐中時計用ポケットがズボンの股あてにあまりに近く描かれていて、おそらくは男性器に似ているために気に入らず、この象徴的な絵を複製品に置き換えて教科書を変えようと議論された。例えば1999年のジョージア州では、マスコギー郡の教師助手達が2,300部の写しに手書きで時計を描き入れた。また同じくジョージア州のコブ郡ではこの気に障る絵のあるページを完全に切り取った。